# Syzygium densiflorum
Espèce
Synonymes
- Eugenia arnottiana Wight[1]
- Syzygium arnottianum (Wight) Walp.[1]
- Syzygium benthamianum (Wight ex Duthie) Gamble[1]

Statut de conservation UICN

 VU B1+2c : Vulnérable
Syzygium densiflorum est une espèce de plantes à fleurs de la famille des Myrtaceae. C'est un arbre trouvé dans les Ghats occidentaux (états du Karnataka, du Kerala et du Tamil Nadu) en Inde.

## Publication originale
- Bull. Soc. Bot. France 12: 182. 1865.